# Arminiya
Arminiya, běžně známa jako Arménský ostikanát (Արմինիա ոստիկանություն, Arminia vostikanut'yun) nebo v arabštině označovaná jako emirát (arabsky إمارة أرمينيا‎‎, imārat Arminiya) byla autonomní region a provincie Umajjovského a později Abbásovského chalífátu existující v letech 654–884, bylo obdobím arabské nadvlády.
Od 5. století sloužili Arméni jako hlavní složka v řadách byzantské armády, s gustem bojovali proti Peršanům s cílem osvobodit své souvěrce z perské Arménie. Byli považováni za obzvlášť spolehlivé, protože mnoho z nich tvořilo stráž v císařském paláci. Tohoto cíle se podařilo dosáhnout roku 591, kdy Byzanc Peršany definitivně porazila a ovládla většinu arménského území. Byzantský císař Maurikios pak podpořil chalcedonskou frakci uvnitř Arménské apoštolské církve, aby došlo ke sblížení s byzantskou ortodoxií. Roku 645 však Arménii dobyli Arabové a učinili z ní provincii chalífátu pod názvem Arminiya. Ačkoli arabští chalífové zprvu dovolili arménskému knížeti, aby region spravoval jako autonomní celek výměnou za vyplácení tributu a loajalitu Arménů v časech války, chalífa Abd al-Malik ibn Marwan zavedl přímou arabskou nadvládu v čele s ostikanem se svým hlavním městem ve Dvinu. Vyšší míru suverenity Arménie znovu získala až v osmdesátých letech 9. století pod vládou dynastie Bagratovců.